# Copa do Mundo de Críquete de 2015
A Copa do Mundo de Críquete de 2015 (em inglês: 2015 ICC Cricket World Cup) foi a décima primeira edição do torneio, cuja realização e administração esteve a cargo do Conselho Internacional de Críquete (em inglês: International Cricket Council - ICC). Os países anfitriões foram Austrália e Nova Zelândia.
A decisão deste campeonato foi realizada justamente entre as seleções que receberam o evento. Os australianos venceram a partida e conquistaram o seu quinto título mundial deste desporto.

## Participantes e regulamento

### Participantes
Segue-se, abaixo, o quadro com os países que se fizeram presentes nesta edição da Copa do Mundo de Críquete.
| África                     | Américas            | Ásia                                                                                | Europa                           | Oceania                     |
| -------------------------- | ------------------- | ----------------------------------------------------------------------------------- | -------------------------------- | --------------------------- |
| - África do Sul - Zimbabwe | - Índias Ocidentais | - Afeganistão - Bangladesh - Emirados Árabes Unidos - Índia - Paquistão - Sri Lanka | - Escócia - Inglaterra - Irlanda | - Austrália - Nova Zelândia |

### Regulamento
Os catorze países presentes foram divididos em dois grupos com igual número de integrantes. As partidas da primeira fase foram disputadas dentro de suas chaves, cujos quatro primeiros colocados de cada avançaram para as fases eliminatórias com cruzamento olímpico entre os grupos, disputadas em partidas únicas até a decisão.

## Partidas e resultados
Segue-se, abaixo, o classificatório da primeira fase e as partidas realizadas na fase decisiva desta competição.

### Primeira fase

#### Grupo A
| Time          | J | V | D | E | SR | PLC    | Pts |
| ------------- | - | - | - | - | -- | ------ | --- |
| Nova Zelândia | 6 | 6 | 0 | 0 | 0  | +2.564 | 12  |
| Austrália     | 6 | 4 | 1 | 0 | 1  | +2.257 | 9   |
| Sri Lanka     | 6 | 4 | 2 | 0 | 0  | +0.371 | 8   |
| Bangladesh    | 6 | 3 | 2 | 0 | 1  | +0.136 | 7   |
| Inglaterra    | 6 | 2 | 4 | 0 | 0  | −0.753 | 4   |
| Afeganistão   | 6 | 1 | 5 | 0 | 0  | −1.853 | 2   |
| Escócia       | 6 | 0 | 6 | 0 | 0  | −2.218 | 0   |

Atualização: 14 de março de 2015, via ESPN Cricinfo.
- Critérios de pontuação: 1) vitória = 2; 2) empate ou SR = 1; 3) derrota = 0.
- Critérios de desempate: 1) pontos; 2) vitórias; 3) taxa de PLC; 4) resultados obtidos em partidas de equipes empatadas; 5) ranking anterior ao início da competição.

#### Grupo B
| Time                   | J | V | D | E | SR | PLC    | Pts |
| ---------------------- | - | - | - | - | -- | ------ | --- |
| Índia                  | 6 | 6 | 0 | 0 | 0  | +1.827 | 12  |
| África do Sul          | 6 | 4 | 2 | 0 | 0  | +1.707 | 8   |
| Paquistão              | 6 | 4 | 2 | 0 | 0  | −0.085 | 8   |
| Índias Ocidentais      | 6 | 3 | 3 | 0 | 0  | −0.053 | 6   |
| Irlanda                | 6 | 3 | 3 | 0 | 0  | −0.933 | 6   |
| Zimbabwe               | 6 | 1 | 5 | 0 | 0  | −0.527 | 2   |
| Emirados Árabes Unidos | 6 | 0 | 6 | 0 | 0  | −2.032 | 0   |

Atualização: 14 de março de 2015, via ESPN Cricinfo.
- Critérios de pontuação: 1) vitória = 2; 2) empate ou SR = 1; 3) derrota = 0.
- Critérios de desempate: 1) pontos; 2) vitórias; 3) taxa de PLC; 4) resultados obtidos em partidas de equipes empatadas; 5) ranking anterior ao início da competição.

### Fase final
|  | Quartas de final                                      | Quartas de final                            |                                                   |       | Semifinais | Semifinais |  |  | Final | Final |
|  |                                                       |                                             |                                                   |       |            |            |  |  |       |       |
|  | 18 de março – Sydney Cricket Ground, Sydney           |                                             |                                                   |       |            |            |  |  |       |       |
|  |                                                       |                                             |                                                   |       |            |            |  |  |       |       |
|  | África do Sul                                         | 134/1                                       |                                                   |       |            |            |  |  |       |       |
|  | África do Sul                                         | 134/1                                       | 24 de março – Eden Park, Auckland                 |       |            |            |  |  |       |       |
|  | Sri Lanka                                             | 133                                         |                                                   |       |            |            |  |  |       |       |
|  | Sri Lanka                                             | 133                                         | África do Sul                                     | 281/5 |            |            |  |  |       |       |
|  | 21 de março – Wellington Regional Stadium, Wellington |                                             | África do Sul                                     | 281/5 |            |            |  |  |       |       |
|  |                                                       | Nova Zelândia                               | 299/6                                             |       |            |            |  |  |       |       |
|  | Nova Zelândia                                         | Nova Zelândia                               | 299/6                                             | 393/6 |            |            |  |  |       |       |
|  | Nova Zelândia                                         |                                             | 29 de março – Melbourne Cricket Ground, Melbourne | 393/6 |            |            |  |  |       |       |
|  | Índias Ocidentais                                     | 250                                         |                                                   |       |            |            |  |  |       |       |
|  | Índias Ocidentais                                     | 250                                         | Nova Zelândia                                     | 183   |            |            |  |  |       |       |
|  | 19 de março – Melbourne Cricket Ground, Melbourne     |                                             | Nova Zelândia                                     | 183   |            |            |  |  |       |       |
|  |                                                       | Austrália                                   | 186/3                                             |       |            |            |  |  |       |       |
|  | Índia                                                 | Austrália                                   | 186/3                                             | 302/6 |            |            |  |  |       |       |
|  | Índia                                                 | 26 de março – Sydney Cricket Ground, Sydney |                                                   | 302/6 |            |            |  |  |       |       |
|  | Bangladesh                                            | 193                                         |                                                   |       |            |            |  |  |       |       |
|  | Bangladesh                                            | 193                                         | Índia                                             | 233   |            |            |  |  |       |       |
|  | 20 de março – Adelaide Oval, Adelaide                 |                                             | Índia                                             | 233   |            |            |  |  |       |       |
|  |                                                       | Austrália                                   | 328/7                                             |       |            |            |  |  |       |       |
|  | Austrália                                             | Austrália                                   | 328/7                                             | 216/4 |            |            |  |  |       |       |
|  | Austrália                                             |                                             |                                                   | 216/4 |            |            |  |  |       |       |
|  | Paquistão                                             | 213                                         |                                                   |       |            |            |  |  |       |       |
|  | Paquistão                                             | 213                                         |                                                   |       |            |            |  |  |       |       |

#### Quartas de finais
| 18 de março de 2015 |           |                                                                        |               |           |  |  |
|                     | Sri Lanka | 133 (37.2 overs) - 134/1 (18 overs) África do Sul venceu por 9 wickets | África do Sul | Relatório |  |  |

| 19 de março de 2015 |       |                                                                 |            |           |  |  |
|                     | Índia | 302/6 (50 overs) - 193 (45 overs) Índia venceu por 109 corridas | Bangladesh | Relatório |  |  |

| 20 de março de 2015 |           |                                                                      |           |           |  |  |
|                     | Paquistão | 213 (49.5 overs) - 216/4 (33.5 overs) Austrália venceu por 6 wickets | Austrália | Relatório |  |  |

| 21 de março de 2015 |               |                                                                           |                   |           |  |  |
|                     | Nova Zelândia | 393/6 (50 overs) - 250 (30.3 overs) Nova Zelândia venceu por 143 corridas | Índias Ocidentais | Relatório |  |  |

#### Semifinais
| 24 de março de 2015 |               |                                                                          |               |           |  |  |
|                     | África do Sul | 281/5 (43 overs) - 299/6 (42.5 overs) Nova Zelândia venceu por 4 wickets | Nova Zelândia | Relatório |  |  |

| 26 de março de 2015 |           |                                                                      |       |           |  |  |
|                     | Austrália | 328/7 (50 overs) - 233 (46.5 overs) Austrália venceu por 95 corridas | Índia | Relatório |  |  |

#### Final
| 29 de março de 2015 |               |                                                                    |           |           |  |  |
|                     | Nova Zelândia | 183 (45 overs) - 186/3 (33.1 overs) Austrália venceu por 7 wickets | Austrália | Relatório |  |  |

## Estatísticas
Ao final da competição, alguns recordes foram consolidados, estando os mesmos presentes mais abaixo e atualizados em 29 de março de 2015.
- Mais corridas:  Martin Guptill = 547;  Kumar Sangakkara = 541;  AB de Villiers = 482;  Brendan Taylor = 433;  Shikhar Dhawan = 412.
- Mais wickets:  Mitchell Starc e  Trent Boult = 22;  Umesh Yadav = 18;  Mohammed Shami e  Morné Morkel = 17.

### Campeão
| Copa do Mundo de Críquete de 2015 2015 ICC Cricket World Cup |
| ------------------------------------------------------------ |
| Austrália (5º título)                                        |